# CSI: NY (videogioco)
CSI: NY (CSI: NY - The Game) è un videogioco basato sull'omonima serie televisiva CSI: NY. Il videogioco è stato sviluppato dalla Legacy Interactive ed è stato pubblicato tramite la Ubisoft nell'ottobre 2008.

## Modalità di gioco
"CSI: NY" è un'avventura grafica che permette ai giocatori di vestire i panni dei detective della scientifica di New York. Il gioco è suddiviso in cinque episodi, ognuno dei quali presenta un caso indipendente da risolvere. I giocatori devono raccogliere prove sulla scena del crimine, analizzarle in laboratorio e interrogare i sospettati per arrivare alla soluzione del caso. Il gameplay include una serie di minigiochi progettati per simulare le procedure forensi, come l'analisi delle impronte digitali e l'esame del DNA. 

## Sviluppo
Il gioco è stato sviluppato da Legacy Interactive e pubblicato da Ubisoft nel 2008 per le piattaforme Microsoft Windows e macOS. Gli sviluppatori hanno collaborato strettamente con i produttori della serie televisiva "CSI: NY" per assicurare che il gioco riflettesse accuratamente l'atmosfera e i dettagli dello show. 

## Accoglienza
"CSI: NY" ha ricevuto recensioni miste da parte della critica. Alcuni recensori hanno apprezzato la fedeltà al materiale originale e la varietà dei minigiochi, mentre altri hanno criticato la semplicità del gameplay e la scarsa longevità. 